# Phenatoma zealandica
Phenatoma zealandica är en snäckart som först beskrevs av E.A. Smith 1877.  Phenatoma zealandica ingår i släktet Phenatoma och familjen kägelsnäckor. Inga underarter finns listade i Catalogue of Life.